# Шампань (Ардеш)
Шампа́нь (фр. и окс. Champagne) — коммуна во Франции, находится в регионе Рона — Альпы. Департамент коммуны — Ардеш. Входит в состав кантона Серьер. Округ коммуны — Турнон-сюр-Рон.
Код INSEE коммуны — 07051.
Коммуна расположена приблизительно в 440 км к юго-востоку от Парижа, в 55 км южнее Лиона, в 65 км к северу от Прива.

## Население
Население коммуны на 2008 год составляло 589 человек.
| 1962 | 1968 | 1975 | 1982 | 1990 | 1999 | 2008 |
| ---- | ---- | ---- | ---- | ---- | ---- | ---- |
| 287  | 294  | 320  | 345  | 406  | 488  | 589  |

## Экономика
В Шампани производят сертифицированные вина АОС Côtes-du-Rhône и Saint-Joseph.
В 2007 году среди 337 человек в трудоспособном возрасте (15—64 лет) 247 были экономически активными, 90 — неактивными (показатель активности — 73,3 %, в 1999 году было 67,4 %). Из 247 активных работали 230 человек (126 мужчин и 104 женщины), безработных было 17 (6 мужчин и 11 женщин). Среди 90 неактивных 29 человек были учениками или студентами, 27 — пенсионерами, 34 были неактивными по другим причинам.

## Достопримечательности
- Романская церковь Сен-Пьер XII века, исторический памятник с 1862 года.[3]
- Аббатство Сен-Пьер, община каноников Св. Августина.
- Канатный паром. Исторический памятник с 2006 года.[4]

## Фотогалерея
- Театр с видом на Рону
- Церковь Сен-Пьер
- Карта коммуны